# 鶴牧藩
鶴牧藩（つるまきはん）は、上総国市原郡椎津村（現在の千葉県市原市椎津）を居所として、江戸時代後期から廃藩置県まで存続した藩。1827年、水野氏が1万5000石で入封した。
本記事では廃藩後に設置された鶴牧県（つるまきけん）についても言及する。

## 歴史

### 前史
藩主家は、徳川家康の母である於大の方の兄・水野忠清の家（江戸時代後期には駿河沼津藩主家）の分家にあたる。忠清の孫の水野忠位が正徳元年（1711年）に大坂定番に任じられた際に大名に列し、婿養子の水野忠定の代で安房国北条藩（1万5000石）の藩主となった。

### 立藩
文政10年（1827年）5月19日、北条藩3代藩主で幕府若年寄を務めていた水野忠韶は、領地替えにより上総国市原・望陀両郡に移封された。『鶴牧藩日記』によれば、同年8月21日に椎津村に「御陣屋御居所地」を拝領した。忠韶はこれに先立つ文政8年（1825年）、若年寄に就任した際に城主格が認められており、11月26日に「椎津の御居城」を「靏牧（鶴牧）」と改称したという。これにより、鶴牧藩が成立する。
「鶴牧」と称することについては、水野家の屋敷（江戸藩邸あるいは別邸）が江戸の早稲田鶴巻町（現在の東京都新宿区）にあったことにちなむという説がある。ただし、実際に早稲田鶴巻町に藩邸はなく、単に佳字を当てただけであるという見解も示されている。
忠韶は翌文政11年（1828年）5月27日に68歳で死去し、跡を養嗣子の水野忠実（酒井忠徳の次男）が継いだ。忠実は奏者番・西の丸若年寄などを歴任し、藩政においては藩財政再建のために倹約などの諸政策を講じたが、あまり効果はなかった。天保13年（1842年）1月19日に忠実は死去し、跡を嫡男の水野忠順が継いだ。
3代藩主・水野忠順は好学の藩主であったといい、藩校「修来館」を開いた。

### 幕末・維新

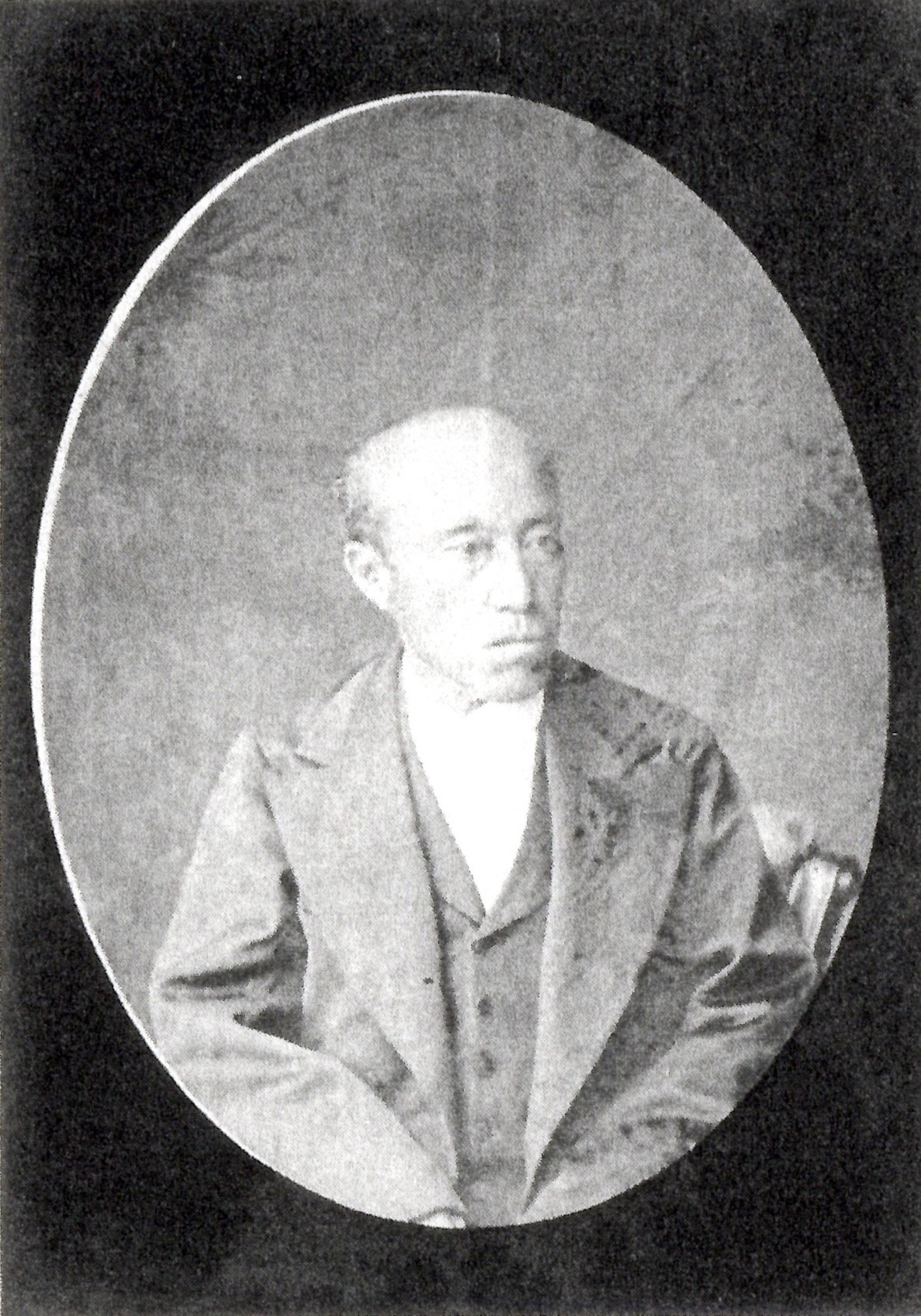
水野忠順（明治期）

戊辰戦争中の明治元年（1868年）4月、鶴牧藩領内の市原郡五井村で五井戦争が発生した。椎津村付近も戦場となり（戦死者2名を出したという）、鶴牧陣屋も外廓が炎上した。鶴牧藩は新政府に恭順したが、藩士の中には藩命に背いた者もおり、瑞安寺（市原市椎津）には幕府軍として戦死した藩士5名の墓がある。
明治元年（1868年）10月、上総国夷隅・埴生・長柄・山辺郡および安房国朝夷・長狭郡の散在領が上知され、代わって上総国市原・望陀両郡に新たな所領を与えられた。翌年の版籍奉還で忠順は藩知事となった。忠順は官制・軍制改革を主とした藩政改革を行なった。明治3年（1870年）には姉崎海岸に塩田を開発した。
明治4年（1871年）7月の廃藩置県で鶴牧藩は廃藩となり、鶴牧県が置かれた。

### 鶴牧県
鶴牧県の戸数は4776、人口は2万689人という（『房総通史』）。明治4年（1871年）11月13日の第一次府県統合により廃止され、木更津県の一部となった。
なお、1889年（明治22年）に町村制が施行された際、姉ヶ崎村・椎津村などが編成した行政村は「鶴牧村」を称した。鶴牧村は翌1891年（明治24年）に町制を施行し、姉崎町となる。

## 歴代藩主
水野家
譜代。1万5000石。
1. 水野忠韶
2. 水野忠実
3. 水野忠順

## 領地

### 領地の変遷
1868年（明治元年）の領地替えで、望陀郡1村・長柄郡1村・船井郡5村を除いて領地が入れ替わっている。

#### 幕末
「旧高旧領取調帳」の記載は1万1,177石分。下記のほか、丹波国氷上郡のうち26村が「水野壱岐守殿領」として記載。
- 上総国
  - 望陀郡のうち - 1村（安房上総知県事を経て鶴牧藩に復帰）
  - 市原郡のうち - 12村（うち3村が菊間藩、1村が鶴舞藩、7村が安房上総知県事を経て鶴舞藩、1村が安房上総知県事を経て菊間藩に編入）
  - 夷隅郡のうち - 1村（安房上総知県事を経て大多喜藩に編入）
  - 埴生郡のうち - 1村（鶴舞藩に編入）
  - 長柄郡のうち - 31村（うち24村が安房上総知県事、3村が花房藩、2村が鶴舞藩、1村が安房上総知県事を経て花房藩に編入。1村が安房上総知県事を経て鶴牧藩に復帰）
  - 山辺郡のうち - 11村（安房上総知県事に編入）
- 安房国
  - 長狭郡のうち - 5村（うち2村が花房藩、3村が安房上総知県事を経て花房藩に編入）
  - 朝夷郡のうち - 1村（安房上総知県事を経て長尾藩に編入）
- 丹波国
  - 船井郡のうち - 5村
  - 天田郡のうち - 4村（豊岡県に編入）

#### 廃藩時
「旧高旧領取調帳」の記載は7,543石分。
- 上総国
  - 望陀郡のうち - 13村（旧旗本領2村、与力給地1村、安房上総知県事領12村【内訳は旧旗本領9村、与力給地2村、鶴牧藩領1村、幕府領1村】。なお相給が存在するため村数の合計は一致しない）
  - 市原郡のうち - 1村（旧佐貫藩・西大平藩相給1村）
  - 長柄郡のうち - 2村（旧安房上総知県事領2村【内訳は旧鶴牧藩領1村、旗本領1村】）
- 丹波国
  - 船井郡のうち - 5村
  - 天田郡のうち - 1村（旧旗本領）

### 領地の地理

#### 椎津：陣屋と陣屋町

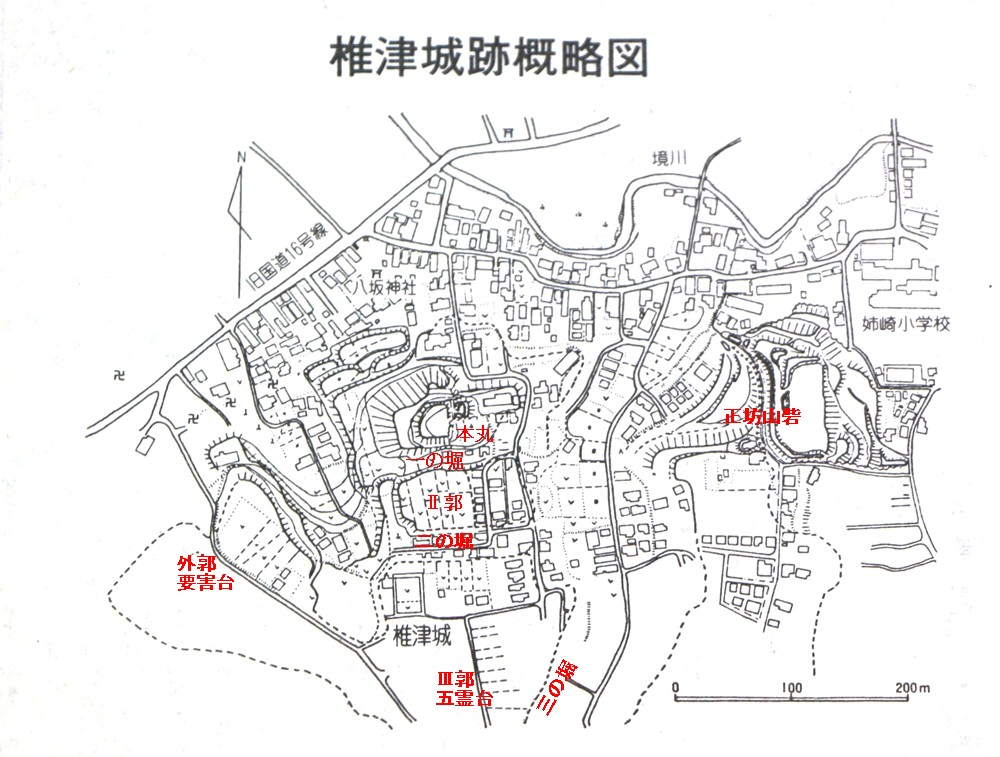
中世椎津城の概略図（平成28年2月市原市重要遺跡確認調査資料）。姉崎小学校の位置に鶴牧陣屋（鶴牧城）が置かれた。

鶴牧藩の藩庁は、正坊山の東麓、境川との間に立地しており、敷地はおよそ1万7000坪。現在の市原市立姉崎小学校の敷地にあたる。藩庁は陣屋仕立てであったが、水野家は城主格の大名であったことから、鶴牧陣屋を「鶴牧城」を公称した。陣屋の周辺には武家屋敷が設けられた。
中世、椎津地域には椎津城が築かれており、西上総北部の主要城郭の一つであった。椎津城から谷を挟んで東にある正坊山には、中世椎津城の出城があったともされるが、近世鶴牧陣屋の関連施設との説もあり、はっきりしない。なお、境川を挟んだ対岸（東岸）には、江戸時代初期に姉崎藩の陣屋が置かれていたと考えられる。

#### 丹波領分
鶴牧藩の領地1万5000石のうち、7000石余は丹波国にあった。丹波の分領支配のため、北条藩時代の享保13年（1728年）に氷上郡和田村（現在の兵庫県丹波市山南町和田）に代官所が置かれた。
鶴牧藩水野家の家祖・水野忠増は天和2年（1682年）に丹波国氷上郡に2000石の知行地を得た。享保10年（1725年）、水野忠定のときに信濃国にあった領知が安房国内および丹波国氷上郡内に移され（この際に安房国北条を居所とし、北条藩が成立する）、享保20年（1735年）に丹波国船井郡・天田郡・氷上郡内で3000石を加増された。
和田村は、戦国期に岩尾城が築かれて和田氏が在城した土地で、市場町として栄えた。江戸時代前期には柏原藩領となっていた時期もあるが、天和2年（1682年）から水野家領になった。水野家の丹波領分では、和田村の前川家が大庄屋に、梅田家・野添家・桑村家・大島家など数家が手代に任命され、代官所には藩の重役が来住した。
『鶴牧藩日記』は和田代官所の公式記録として編纂されたもので、内容は正徳3年（1713年）から文政12年（1829年）まで117年にわたる。

## 文化
水野忠順は好学の藩主で、藩校として「修来館」を開いた。
修来館では約30年にわたり、藩儒の田中篤実・豊田一貫のもとで『史記評林』（明代の凌稚隆が編纂した『史記』の註釈書）の校訂事業が行われた。明治2年（1869年）に刊行され、「鶴牧版史記評林」と称される。明治天皇の侍読を務めていた秋月種樹が序文を寄せており、それによれば天皇に『史記』に進講しようとした際に善本がないことが課題であったが、ちょうど鶴牧藩から『史記評林』が献上され、その校勘が非常に精緻で優れていたために、鶴牧版を進講に用いたという。